# Torreón Airport
Torreón Airport är en flygplats i Chile.   Den ligger i provinsen Provincia de Ñuble och regionen Región del Biobío, i den södra delen av landet, 400 km sydväst om huvudstaden Santiago de Chile. Torreón Airport ligger 20 meter över havet.
Terrängen runt Torreón Airport är varierad. Torreón Airport ligger nere i en dal. Runt Torreón Airport är det ganska glesbefolkat, med 29 invånare per kvadratkilometer.. Närmaste större samhälle är Rafael, 17,8 km sydväst om Torreón Airport.
I omgivningarna runt Torreón Airport växer i huvudsak städsegrön lövskog.